# Cratere Carrel

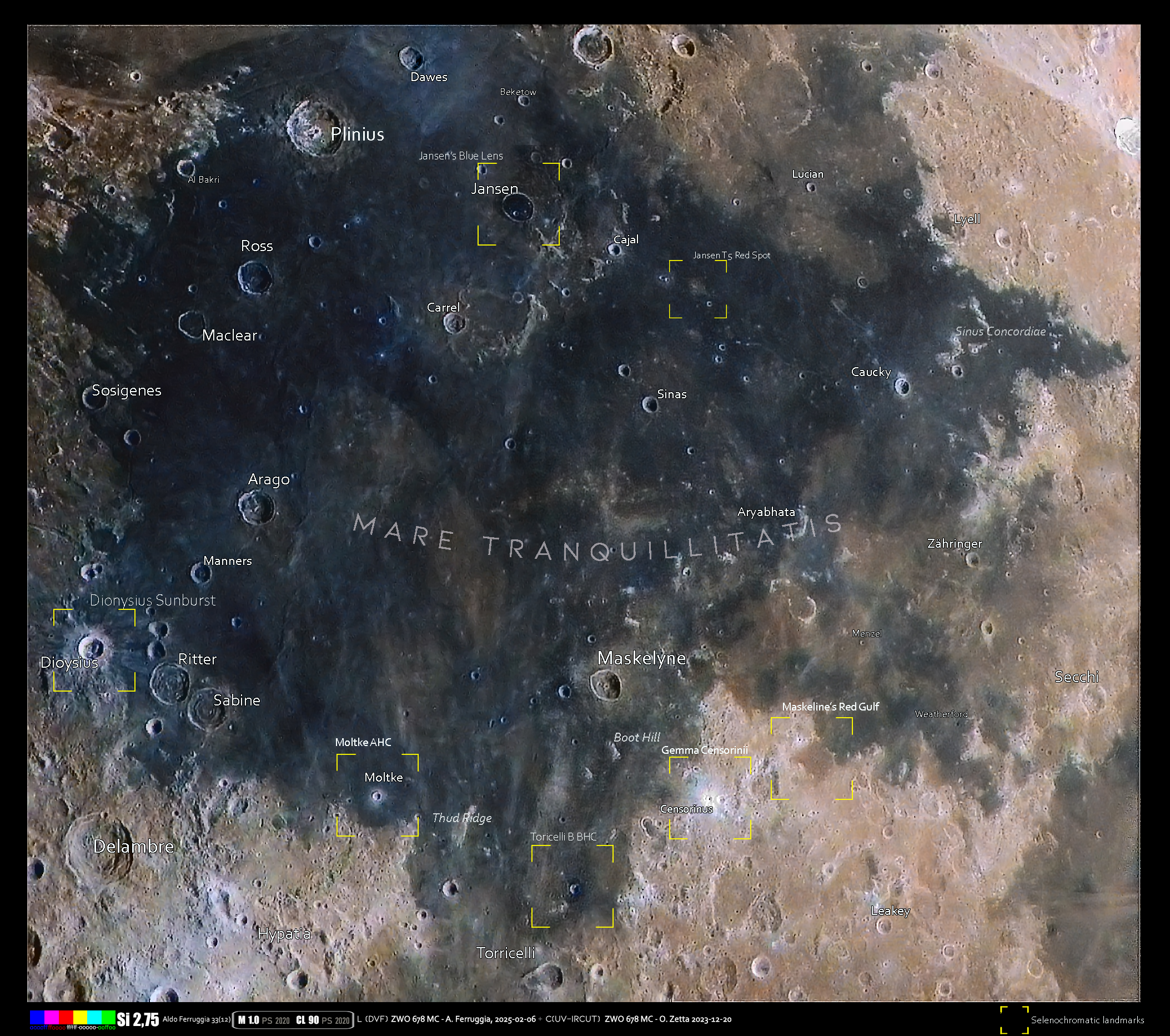
Area del cratere in formato selenocromatico

Carrel  è il nome di un piccolo cratere lunare da impatto intitolato al chirurgo e biologo francese Alexis Carrel. Situato su una cresta che corre nel Mare Tranquillitatis, ha un'apparenza un po' distorta avendo un rigonfiamento nel margine nordoccidentale, con alcune creste e del materiale crollato. Il cratere Jansen, inondato di lava, si trova a nord-est.
Questo cratere era dapprima designato come 'Jansen B', per poi essere ribattezzato dalla Unione Astronomica Internazionale.